# Diplasterias octoradiata
Diplasterias octoradiata is een zeester uit de familie Asteriidae.
De wetenschappelijke naam van de soort werd in 1885 gepubliceerd door Studer.